# 普遍文法
普遍文法（縮寫為 ），又譯為普遍語法，一種語言學理論，最有名的提倡者為喬姆斯基。這個理論認為在人類能夠學習到各種文法的普遍能力，是內建在大腦中的。它可以用來解釋語言習得的一般過程，說明兒童在發展語言時，使用同一個法則，來學習不同的語言。
這個想法最早可以追溯到英國的哲學家培根。最早提出這個理論的語言學家，是喬姆斯基、薩丕爾、與理查德·蒙塔古。

## 喬姆斯基的理論
20世纪80年代初，乔姆斯基和其他一些语言学家提出了普遍语法理论，也称为原则与参数理论。
喬姆斯基認為，人類的大腦，只使用幾組固定的規則來組織語言。所以，他假設所有的語言，在底層都擁有相同的文法結構。這幾組有限的規則，稱為普遍文法（universal grammar）。
他们认为，普遍语法是人类所特有的语言知识体系，存在于正常人的大脑中。根据这一原则和参数体系，普遍语法包括一套普遍原则，利用这些原则，可以不断合成短语；普遍语法还含有一系列参数，这些参数可以帮助和指导普遍原则更好地操作。

## 外部連結
- Pesetsky, David. "Linguistic Universals and Universal Grammar" （页面存档备份，存于）.  In The MIT Encyclopedia of the Cognitive Sciences. Ed. Robert A. Wilson and Frank C. Keil Cambridge, MA: MIT Press 1999.